# Družba Isusova
Družba Isusova (lat. Societas Jesu, S.J., SJ ili SI) je katolički Crkveni red koji su utemeljili Ignacije Lojolski i njegovi drugovi: Franjo Ksaverski, Alfonso Salmeron, Diego Laínez, Nicolas Bobadilla, Petar Faber i Simão Rodrigues. Redovnici Družbe nazivaju se isusovci, a oslovljavaju se pater (G sg. patra, G pl. patara) ako su svećenici, odnosno brat ako su časna braća. Vrhovni je poglavar Družbe pater general, a poglavari isusovačkih pokrajina su provincijali. Geslo reda je Ad Maiorem Dei Gloriam. U Hrvatskoj djeluje Hrvatska pokrajina Družbe Isusove. Zaštitnik Družbe je sveti Josip.
Isusovci polažu 4 zavjeta: čistoću, siromaštvo, poslušnost i raspoloživost Papi.
Trenutačni je pater general Arturo Sosa, koji je na položaj stupio 14. listopada 2016. Sve odluke, koje bitnije utječu na Družbu, njezin život i djelatnost, donose na općem saboru Družbe. Opći sabor bira i novoga vrhovnoga poglavara, kojemu služba nije vremenski neograničena.

## Povijest
Družbu Isusovu osnovao je 27. rujna 1540. godine Ignacije Lojolski.
Ignacije Lojolski je bio izabran za prvoga vrhovnog poglavara, odnosno generala družbe i na toj je službi ostao sve do svoje smrti 1556. Nakon odobrenja družbe, isusovci su se brzo proširili po Europi. Najviše su se angažirali u školstvu i prosvjetljenju europskog pučanstva općenito. Ignacije Lojolski je osnovao "Rimski kolegij" koji je papa Pavao IV. 1556. uzdigao na razinu sveučilišta, koje je od 1583. godine nosi ime "Gregorijansko sveučilište". Za izobrazbu mladih isusovaca osniva se u Rimu "Collegium Germanicum", a utemeljuju i učilište "Biblicum" za promicanje biblijskih znanosti i "Institutum Orientale" koji ima zadaću zbližiti istočnu i zapadnu Crkvu. Vode i papinsku zvjezdarnicu. U Europu su isusovački istraživači donijeli kišobran, vaniliju i druge mirodije.
U Sjevernoj i Južnoj Americi okupili su stanovnike prašume, Indijance, u stalna sela, tzv. "redukcije". Te su redukcije uskoro postale vrlo uspješne na privrednom području, međutim vrlo brzo su propale zbog gramzljivosti europskih osvajača za njihovom zemljom i dobrima koja su ostvarivale.
Budući da je isusovački red svoje članove uvijek slao u žarišna područja koji su bili angažirani u rješavanju gorućih problema, red je nerijetko zbog toga upadao u mnoga razračunavanja. Stoga je doživljavao i da mu se dive, ali i da ga uvijek i progone.
Papa Klement XIV. godine 1773. ukida Isusovački Red. Time je ukinuto 39 isusovačkih provincija, 61 novicijat, 84 skolastikata, 176 sjemeništa, 273 misije, 335 rezidencija i 679 kolegija. Red je tada brojio 22.589 članova, od čega 11.293 svećenika. Isusovci su tada bili razriječeni sva četiri zavjeta te s u mogli preći ili u dijecezanski kler ili u drugi red.
Pio VII. ponovno ih uspostavlja 1814. godine.
Dopuštenje Kraljevskog vijeća za propovijedanje u Americi isusovci su dobili 1566. godine, nakon što su dvaput bili odbijeni. Dvije godine kasnije utemeljili su prvi samostan u Limi, odakle su se počeli širiti u Čile i Tucumán, a 1572. su prvi put stigli u Ciudad de México. Godine 1585. uspostavili su prve misije u Paragvaju. Carlos de Sigüenza y Góngora je pretkolumbovski (uglavnom astečki) politeistički svijet proučio tako da je pokušao dokučiti mjesto i funkciju raznih božanstava te njihovu hijerarhiju. Taj panteon uspoređivao je s grčkim i rimskim. Cilj takve interpretacije bio je prenijeti španjolskoj kolonijalnoj vlasti znanje o starini prostora kojim je vladala ne bi li ona, kao i cijela kulturna javnost, prema starini tog prostora izgradila odnos donekle sličan odnosu europske zapadnokršćanske kulture prema sredozemnoj antičkoj kulturi. Francisco Xavier Claviger napisao je tekst Historia antigua de México, koji opisuje pretkolumbovski Meksiko, osvajanje i koloniju prikazavši konkvistadore u negativnom, a Asteke i druge koji su se borili za očuvanje državnog integriteta i cjelokupnog identiteta u pozitivnom smislu. Godine 1767. isusovci su protjerani sa svih područja na kojima je vladala španjolska i portugalska kruna.

## Isusovci i znanost
Uz bogatu duhovnu, prosvjetnu i kulturnu tradiciju, djelatnost isusovaca je obuhvaćala i niz znanstvenih disciplina, što se i danas ostvaruje kroz suradnju s raznim znanstvenim institutima. Na primjer, isusovci su se značajno posvetili proučavanju potresa i seizmologije, koja je opisana kao "isusovačka znanost". Isusovci su također opisani kao "najvažniji doprinositelji eksperimentalnoj fizici u sedamnaestom stoljeću".
Doprinos ovog reda se očituje i kroz 35 Mjesečevih kratera koji su dobili imena po isusovačkim znanstvenicima. U svom radu isusovci su se služili tiskarstvom, glazbom, sakralnom umjetnošću. Izumili su dijapozitiv, kod mjerenja temperature prvi upotrijebili živu, otkrili pojave pri lomu svjetla razbijanja boja kroz prizmu, sudjelovali u stvaranju osnova analitičke geometrije, postavili diferencijalni račun, kozmološka teorija praatoma isusovca Georgesa Lemaîtrea koja je iskorištena u Teoriji velikog praska i sl.
Poznati isusovački znanstvenici su i Bartol Kašić, Ruđer Bošković, Jakov Mikalja, Ivan Vreman, Juraj Habdelić, Ardelio della Bella, Ferdinand Konščak, Rajmund Kunić, Benedikt Stay Stojković, Ignacije Szentmartony, Ivan Luka Zuzorić, Francesco Cetti, Bonaventura Cavalieri, Pierre Teilhard de Chardin, Emile Licent, János Sajnovics, Nikola Kopernik...
Stjepan Glavač je napravio prvi zemljovid Hrvatske. To je bilo 1673. godine. Tada je upotrijebljeno po prvi put mjerilo u hrvatskoj milji (millaria croatica). Kazimir Bedeković Komorski je filozofskim traktatom o Newtonovom radu pionirski pridonio uvođenju novih fizikalnih djela u znanost.
Ignacije Szentmartony je istraživao Amazoniju. Na osnovu njegovih mjerenja duž Rio Negra kartografirana su tamošnja područja. Zbog lošeg postupanja kolonista prema domaćem stanovništvu, digao je svoj glas protiv toga, zbog čega je bio sankcioniran.
Ovaj je red bio specijaliziran za katoličku obnovu. Uže područje mu je bila prosvjeta i izdavačka djelatnost. Razvio je široku djelatnost, tako da je 1773., kad ga se ukinulo, u Europi i izvaneuropskim zemljama imao 845 odgojno-prosvjetnih zavoda. Gotovo je svaki važniji intelektualac iz 17. i 18. st. bio pohađao neki od isusovačkih zavoda, a od iznimnih imena valja navesti Pierre Corneille, Molière, René Descartes, Charles-Louis de Secondat Montesquieu, Honoré de Balzac, Voltaire, Torquato Tasso, Ludovico Antonio Muratori, Galileo Galilei, Calderon de la Barca, Ruđer Bošković i ini.

## Isusovci i protestantizam
Jedan od razloga osnivanja isusovačkog reda bio je zaustavljanje širenja reformacije. Dio službe isusovaca bio je poticati ljude na poslušnost vjeri kako ju razumijeva Katolička Crkva.

## Isusovci u Hrvatskoj
U Hrvatsku su isusovci došli još za života Ignacija Lojolskog. Prvi Hrvat isusovac je Toma Zdelarić koji je stupio u isusovce 1554. godine.
Isusovci u dolaze u Dubrovnik u namjeri da od tamo idu u daljnje misije na Istok. Godine 1556. sveti Ignacije planirao je osnovati Kolegij u Dubrovniku, ali te godine umire. Nakon višegodišnjih pokušaja osnivanja kolegija u Dubrovniku, započinju konačno djelovanje 1671. godine. Uz prekide, te u smjenama s biskupijskim klerom, sve do 1991. godine, isusovci su upravjali školom i sjemeništem kroz 72 godine.
Isusovci prvotno djeluju u Zagrebu od 1604. do 1612. godine. Gimnazija je djelovala od 1607. do 1773. godine. Nakon obnove Reda, isusovci ponovno dolaze u Zagreb 1855. godine.
U Rijeci su isusovci imali svoju rezidenciju gdje su također držali Kolegij, gimnaziju s internatom kroz 142 godine. osim toga rezidenciju i kolegij imali su i u Varaždinu, Požegi, i Osijeku. Takkođer su djelovali i u Petrovaradinu, Splitu i Zadru.
Od 1909. godine isusovci imaju svoju Hrvatsku misiju kasnije viceprovinciju, koja je kasnije prerasla u provinciju (pokrajinu).
Ova redovnička pokrajina teritorijalno zahvaća područja više državâ, te se osim Hrvatske i Bosne i Hercegovine, proteže također na Srbiju, Crnu Goru, Makedoniju, Kosovo i Bugarsku. Sjedište joj je u Zagrebu, Palmotićeva 31. Trenutno broji oko 160 članova.
Danas u Zagrebu isusovci vode Filozofski fakultet Družbe Isusove, Filozofsko-teološki institut Družbe Isusove, koji je podružnica Papinskoga sveučilišta Gregoriana i odjel za kršćanski nazor. Sve do nedavno bili su odgovorni za Dječačko sjemenište na Šalati i za Nadbiskupsku klasičnu gimnaziju (1998., nakon čega ju vode biskupijski svećenici). U Osijeku vode klasičnu gimnaziju. Mnogo hrvatskih isusovaca služi u misijama, radi u izdavačkoj djelatnosti, na TV-u i radiju, na župama i u katehezi. Vode isusovačku službu za izbjeglice, daju duhovne vježbe i vode pučke misije te Zakladu "Biskup Josip Lang".

## Poznati isusovci
- Ruđer Bošković, jedan od najvećih europskih znanstvenika
- Bartol Kašić, pisac prve hrvatske gramatike
- papa Franjo

### Sveci, blaženici i sluge Božje
Sveci, blaženici i sluge Božje iz njihovih redova su:
- Sv. Ignacije Lojolski
- Sv. Franjo Ksaverski
- Sv. Stanislav Kostka
- Sv. Alojzije Gonzaga
- Sv. Ivan Berchmans
- Sv. Josip de Anchieta
- Petar Barbarić, sluga Božji

## Poznate isusovačke ustanove izvan Hrvatske
- sveučilište John Carroll University u Clevelandu
- Papinsko sveučilište Gregoriana u Rimu
- sveučilište Fordham u New Yorku

## Socijalni rad
Na socijalnom području Hrvatska provincija Družbe Isusove djeluje preko Zaklade biskupa Josipa Langa.

## Poveznice
- Sv. Ignacije Lojolski
- Duhovne vježbe sv. Ignacija Lojolskog
- Ratio Studiorum
- Barthélémy Baudrand
- Dodatak:Popis poznatih isusovaca

### Članci
- Perić, Ratko. 2006. 400 godina isusovačke upornosti u hrvatskom narodu. Vrhbosnensia. Univerzitet u Sarajevu – Katolički bogoslovni fakultet. Sarajevo. 10 (2): 279–293

## Vanjske poveznice

### Sestrinski projekti
|  | Zajednički poslužitelj ima još gradiva o temi Družba Isusova |

### Mrežna sjedišta
- isusovci Hrvatska enciklopedija. LZMK
- LZMK / Proleksis enciklopedija: isusovci (jezuiti, Družba Isusova)
- Isusovci u Hrvatskoj
- Isusovci u svijetu
- Filozofski fakultet Družbe Isusove

| Portal:Kršćanstvo | Portal: Kršćanstvo |